# ريتشارد كينغ
ريتشارد كينغ (23 أبريل 1973 في نيوزيلندا - ) (بالإنجليزية: Richard King)‏ هو لاعب كريكت نيوزلندي.

## وصلات خارجية
- ريتشارد كينغ على موقع إي آس بي آن كريك إنفو (الإنجليزية)